# 東比恵駅
東比恵駅（ひがしひええき）は、福岡県福岡市博多区東比恵二丁目に所在する福岡市地下鉄空港線の駅。駅番号はK12。
駅のシンボルマークは福岡市出身のグラフィックデザイナー、西島伊三雄がデザインしたもので、比恵遺跡群に因み「ひ」の字を土器に見立てたものである。また、「ひ」の両端の円はそれぞれ博多と福岡空港を表している。
博多駅が管理し、JR九州サービスサポートが駅業務を受託する業務委託駅である。

## 歴史
- 1993年（平成5年）3月3日：開業[1]。
- 2017年（平成29年）4月1日：業務委託駅となる[4]。
- 2021年（令和3年）3月22日：平日朝ラッシュ時限定の臨時改札口（ICカード専用・出口専用）の供用開始[5]。

## 駅構造
島式ホーム1面2線の地下駅。コンコースが地下1階、ホームが地下2階となっている。通常の改札口とは別に、平日朝ラッシュ時（7時 - 9時）限定のICカード専用・出口専用改札口が6・7番出入口付近に新設され、福岡市地下鉄初の簡易型ICカード専用改札機が設置されている。出入口は7ヶ所あり、地上との連絡エレベータは5番出入口、エスカレーターは3番出入口に設置されている。
| 地階    | 出入口                       | 出入口                                     |
| 地下1階 | コンコース階                 | コンコース、案内所、自動券売機、自動改札口 |
| 地下1階 | コンコース階                 | トイレ（改札内）                           |
| 地下2階 | 1番ホーム                    | ■空港線 福岡空港方面（福岡空港駅）→        |
| 地下2階 | 島式ホーム、右側のドアが開く |                                            |
| 地下2階 | 2番ホーム                    | ←■空港線 姪浜・唐津方面（博多駅）          |

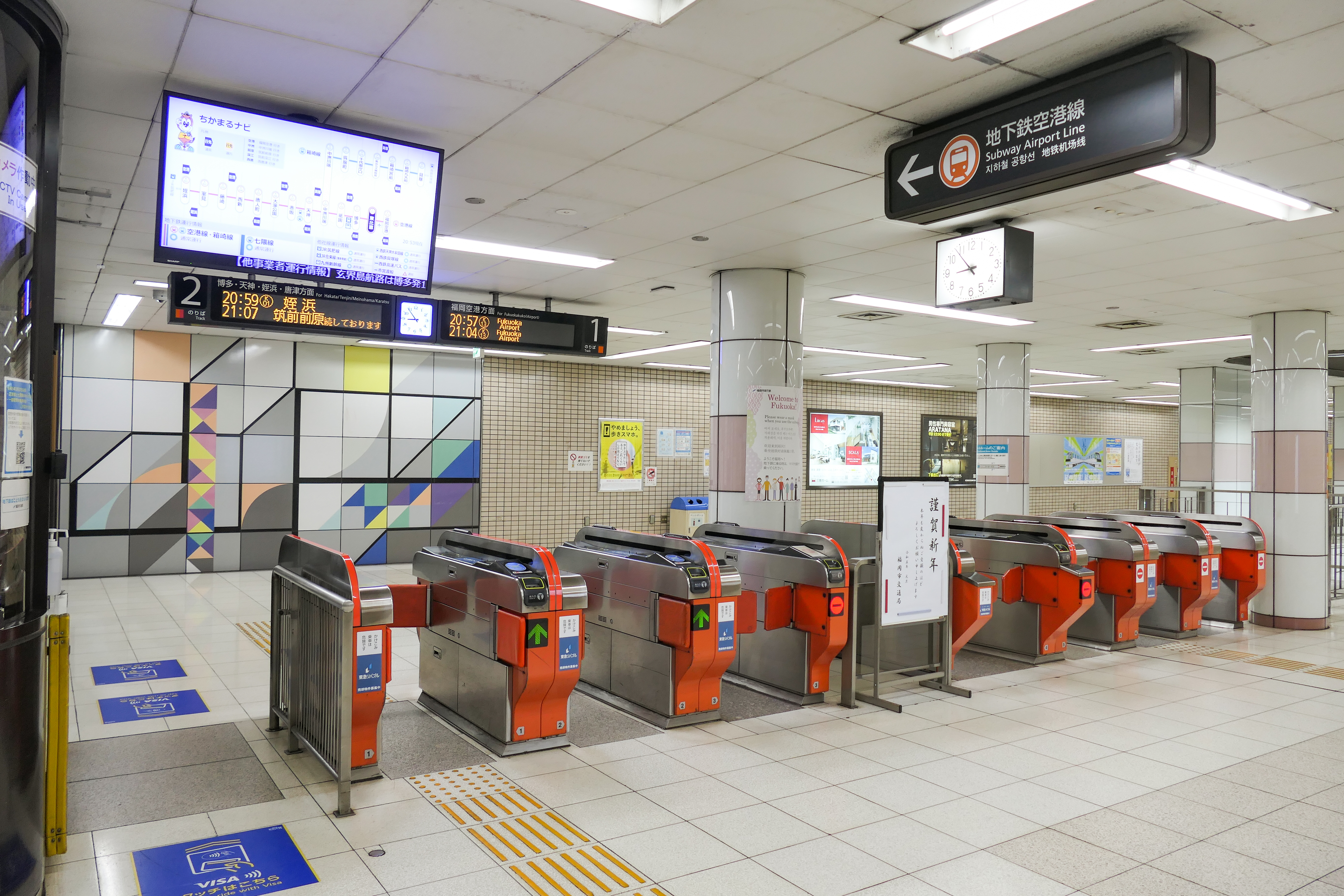
改札口（2023年1月）
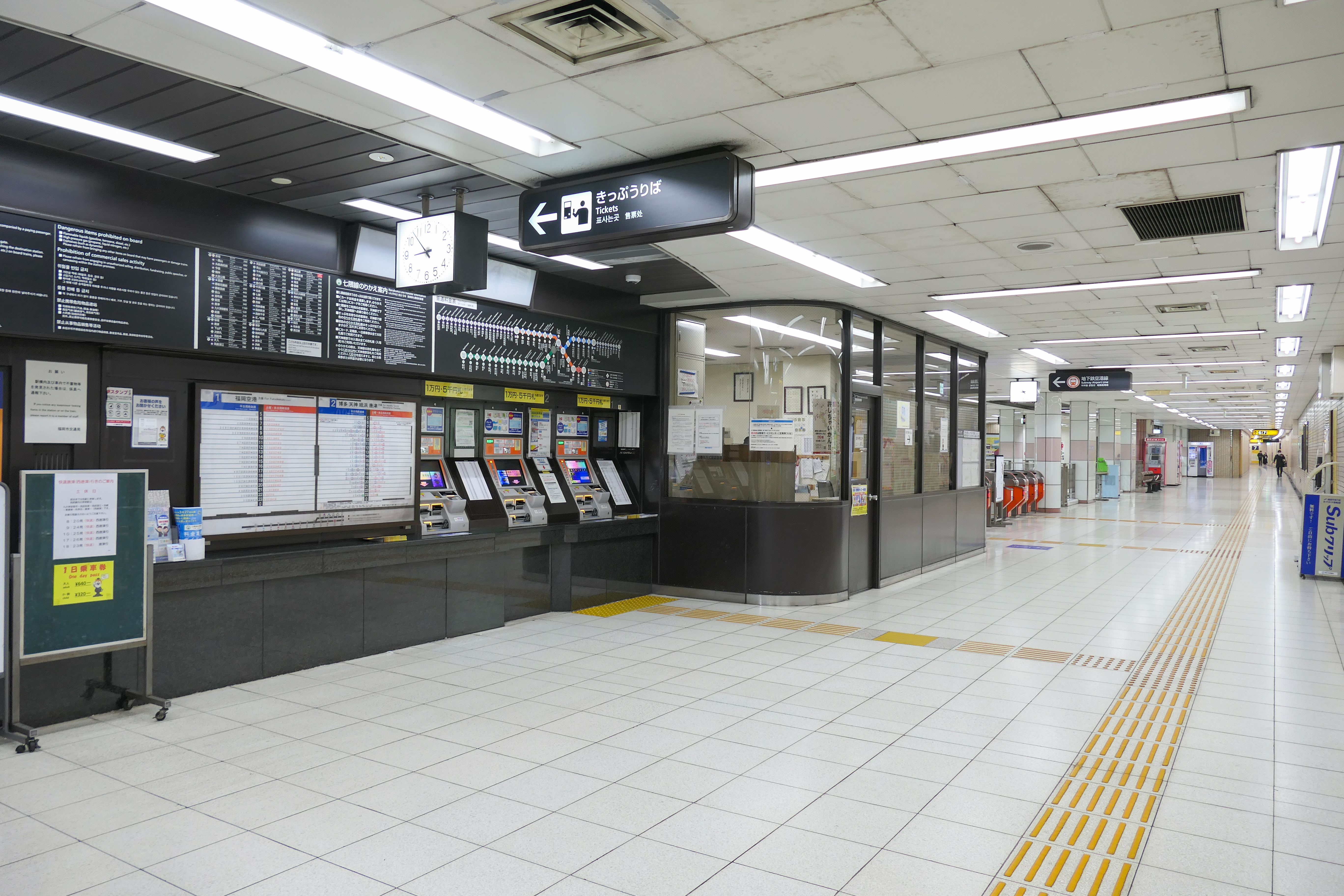
コンコース・切符売り場（2023年1月）
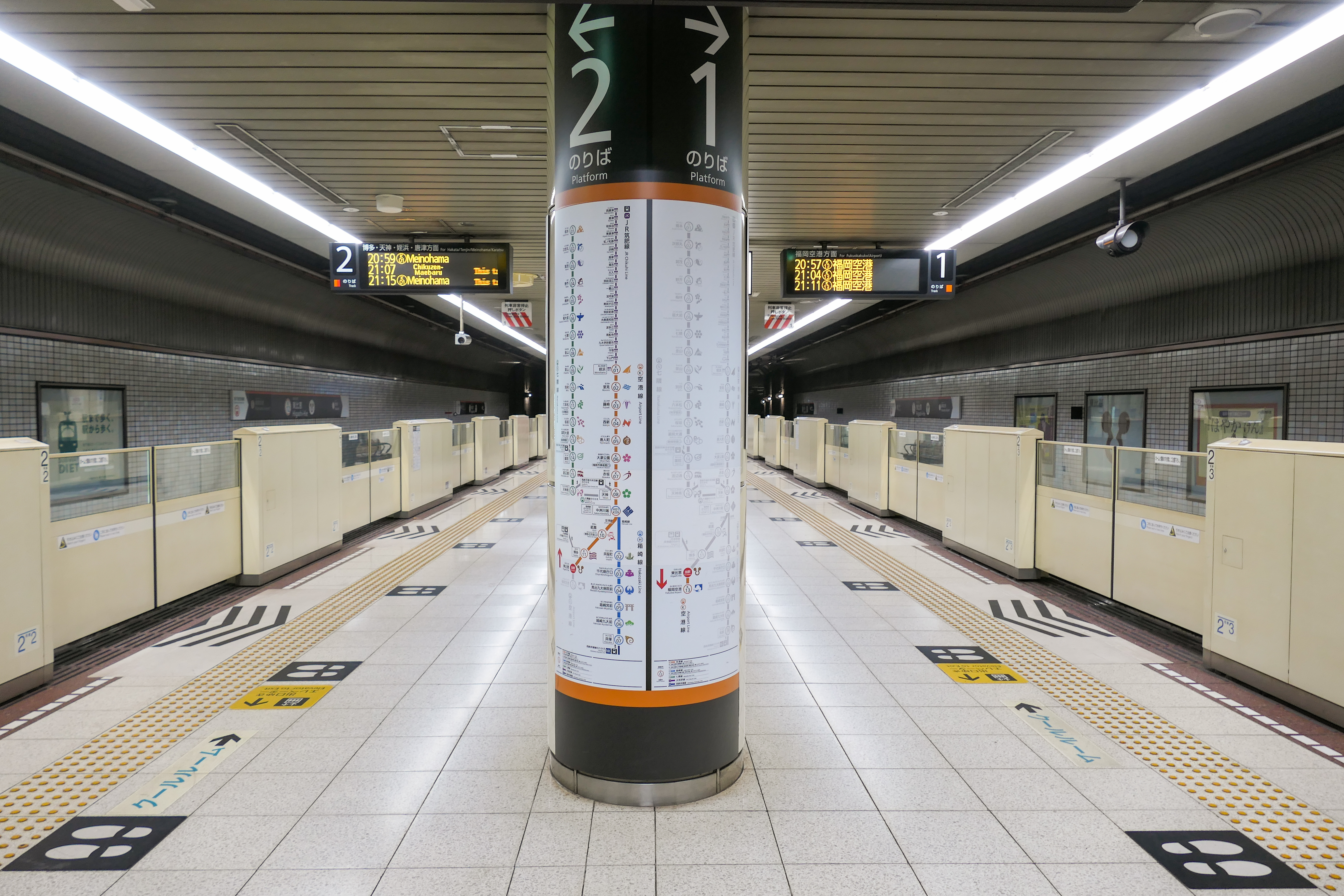
ホーム（2023年1月）
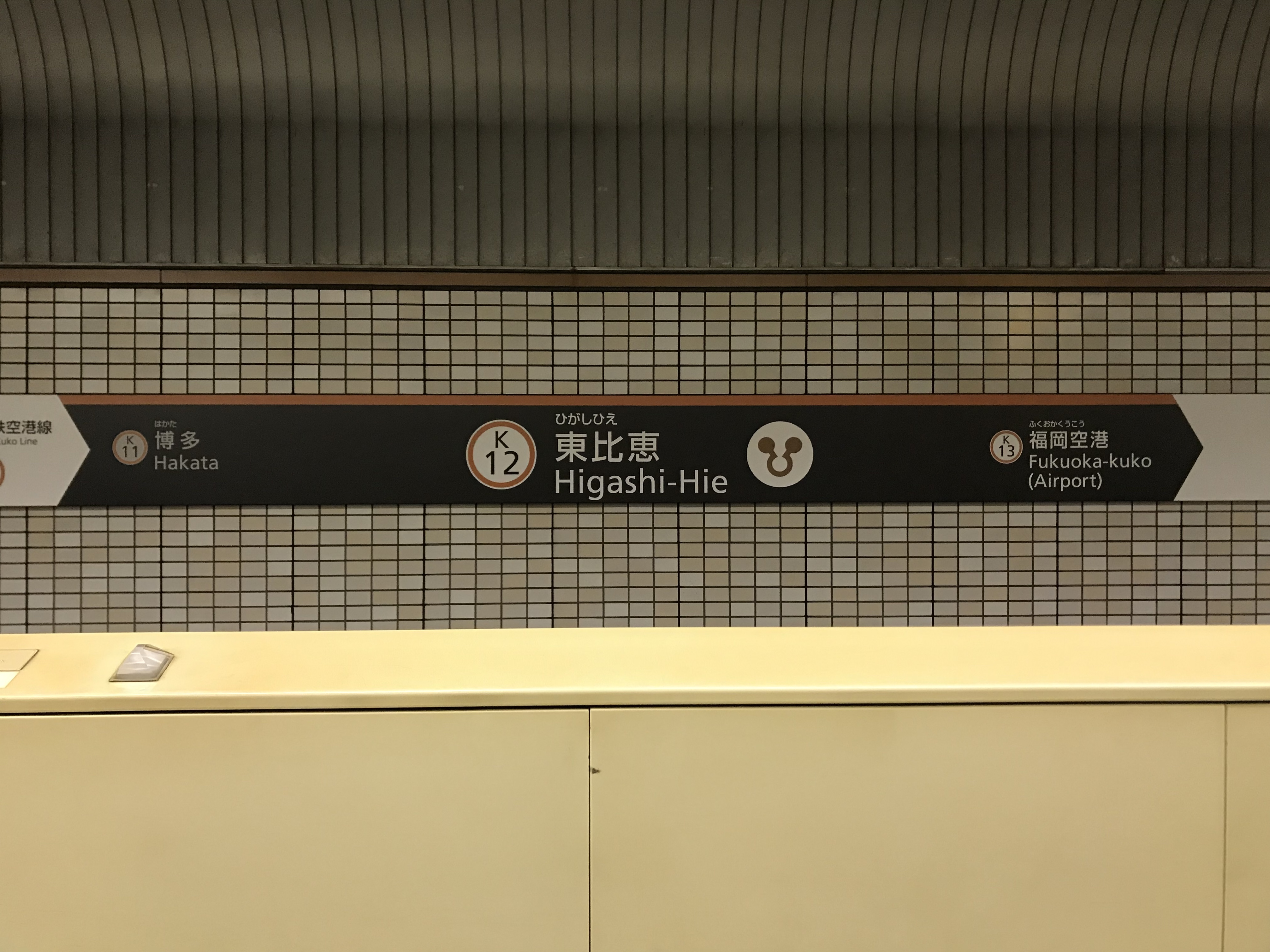
駅名標（2018年11月）

## 利用状況
2023年度の1日平均乗車人員は11,441人である。
近年の1日平均乗車人員の推移は下表のとおりである。
| 年度               | 1日平均 乗車人員 |
| ------------------ | ---------------- |
| 2001年（平成13年） | 6,411            |
| 2002年（平成14年） | 6,254            |
| 2003年（平成15年） | 6,369            |
| 2004年（平成16年） | 6,348            |
| 2005年（平成17年） | 6,316            |
| 2006年（平成18年） | 6,873            |
| 2007年（平成19年） | 7,316            |
| 2008年（平成20年） | 7,629            |
| 2009年（平成21年） | 8,177            |
| 2010年（平成22年） | 8,267            |
| 2011年（平成23年） | 8,647            |
| 2012年（平成24年） | 8,827            |
| 2013年（平成25年） | 9,231            |
| 2014年（平成26年） | 9,533            |
| 2015年（平成27年） | 9,781            |
| 2016年（平成28年） | 10,606           |
| 2017年（平成29年） | 11,077           |
| 2018年（平成30年） | 11,743           |
| 2019年（令和元年） | 11,953           |
| 2020年（令和02年） | 9,224            |
| 2021年（令和03年） | 9,457            |
| 2022年（令和04年） | 10,414           |
| 2023年（令和05年） | 11,441           |

## 駅周辺

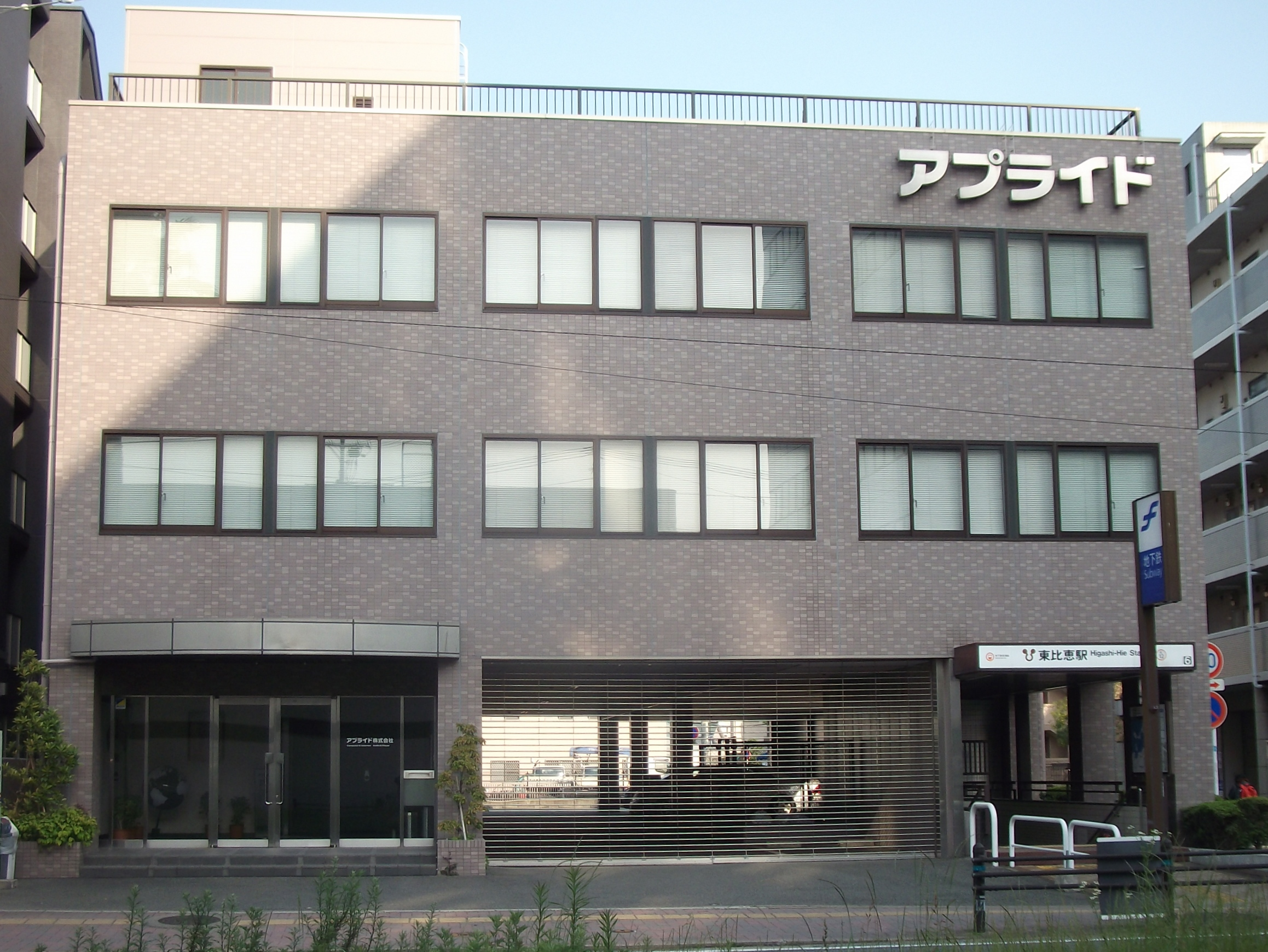
東比恵駅6番出口とアプライド本社

博多駅と福岡空港の中間点に位置する。駅は東比恵交差点付近の百年橋通り直下に設置されている。東比恵交差点を挟んで北西と北東へ国道3号、南東へは旧国道3号の県道112号、南西へは県道555号が延びている。地下鉄の線路は北東から南西へ通じる国道3号-県道555号（百年橋通り）の下を通っている。
- 西日本シティ銀行比恵支店
- 福岡銀行比恵支店
- 東福岡自彊館中学校・東福岡高等学校
- アプライド本社 - 6番出口が本社ビルの片隅に位置している。
- 博多年金事務所
- 博多市民センター
- 山王公園
- 博多体育館
- アパホテル博多東比恵駅前
- プレナス福岡本社
- 福岡市立東光中学校
- 福岡市立東光小学校
- 第一自動車大学校
- 西鉄バス「東比恵一丁目」「比恵」「東光小学校」各停留所
- サニー東比恵店
- マルキョウ 空港通豊店
- ヤマダデンキ テックランド博多本店

## 隣の駅
福岡市交通局
 空港線
博多駅 (K11) - 東比恵駅 (K12) - 福岡空港駅 (K13)